# Dryopteris subaustriaca
Dryopteris subaustriaca är en träjonväxtart som beskrevs av Werner Hugo Paul Rothmaler. Dryopteris subaustriaca ingår i släktet Dryopteris och familjen Dryopteridaceae. Inga underarter finns listade.